# Aristolochia sempervirens
Aristolochia sempervirens är en piprankeväxtart som beskrevs av Carl von Linné. Aristolochia sempervirens ingår i släktet piprankor, och familjen piprankeväxter. Inga underarter finns listade i Catalogue of Life.